# Большое Тарасово
Большое Тарасово — упразднённая в 1999 году деревня в Тонкинском районе Нижегородской области России. Входила в Пакалевский сельсовет.

## География
Находилось у реки Малая Церква.

## История
Исключена из учётных данных Постановлением Законодательного Собрания Нижегородской области от 20.07.1999 N 217 «Об исключении из учётных данных Тонкинского района и Реестра административно-территориального устройства области деревни Большое Тарасово Пакалевского сельсовета».